# Eerste Drentsche Stoomtramweg-Maatschappij
De Eerste Drentsche Stoomtramweg-Maatschappij (EDS), gevestigd te Hoogeveen sinds 1903, exploiteerde aanvankelijk tramlijnen met een spoorwijdte van 1067 mm in oostelijk Drenthe, tussen Coevorden en Assen en tussen Hoogeveen en Nieuw Amsterdam, met een zijlijn naar Emmen en Ter Apel. Het kruispunt van de tramlijnen was Oosterhesselen.

## Geschiedenis

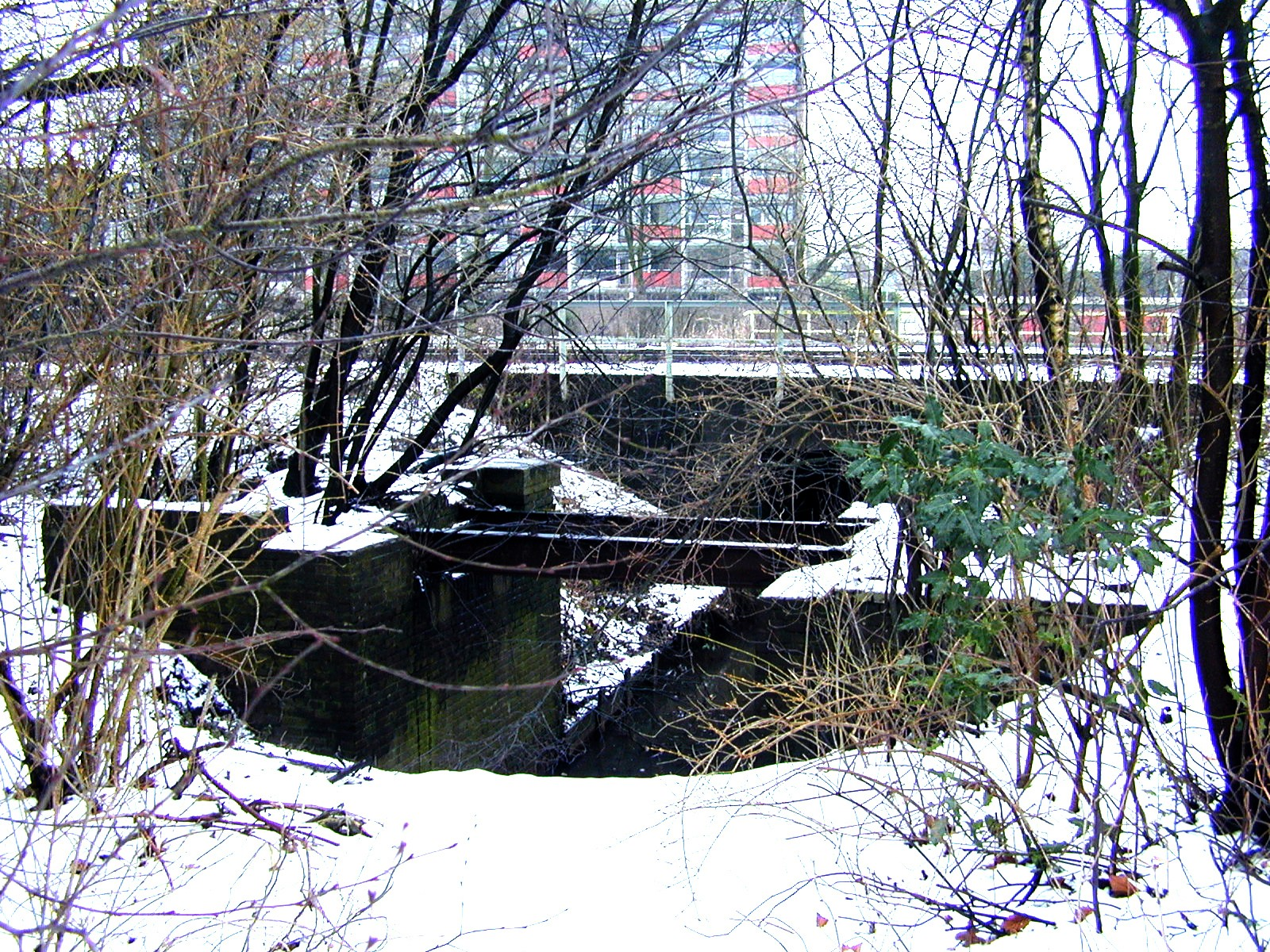
Restant van brug in Assen

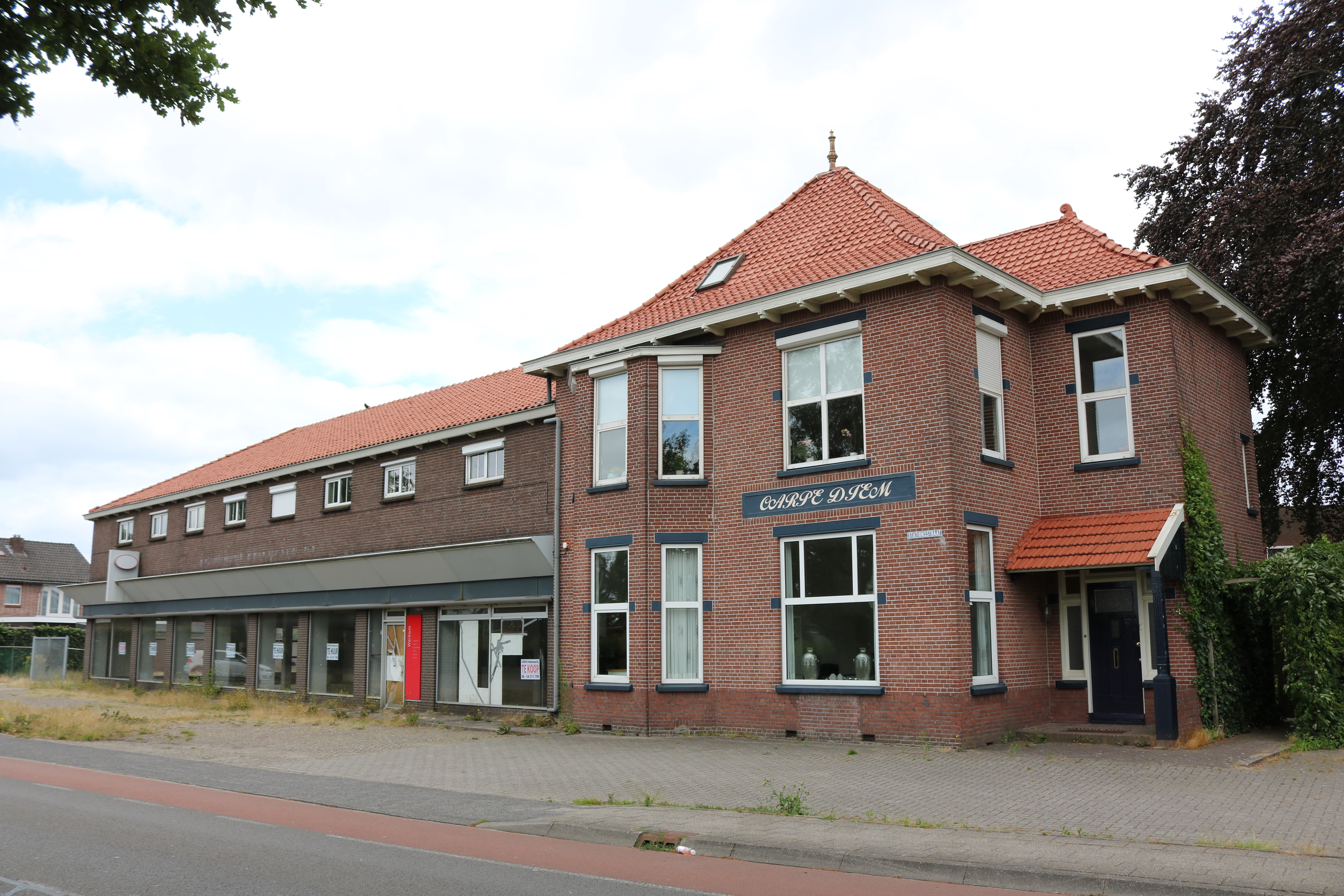
Voormalig tramstation van de EDS in Coevorden, aan de Stationsstraat 34-36

Nadat de eerste tramlijn van Hoogeveen naar Nieuw-Amsterdam in 1903 in dienst is gesteld, komt de EDS in juli 1905 met een plan voor een groot aantal lijnen door de provincie Drenthe. Na commentaar van diverse belanghebbenden en gemeentebesturen komt de EDS op 15 december 1905 met een aangepast plan, met daarop de volgende lijnen:
- Erm - Emmen - Weerdinge - Ter Apel
- Emmen - Klazienaveen Noord en Zuid
- Coevorden - Dalen - Oosterhesselen - Zweeloo - Schoonoord
- Assen - Grolloo - Schoonoord - Odoorn - Exloo - Musselkanaal
- Assen - Zeijen - Norg - Roden - Peize - Eelde - De Punt met of zonder zijtak Roden - Groningen (als deze niet door anderen wordt aangelegd.)
- Zeijen - Vries - Zuidlaren - Kropswolde
- Schoonoord - Westerbork - Beilen - Dwingeloo - Dieverbrug - Ruinen
- Hoogeveen - Ruinen - Ruinerwold - Meppel
- Meppel - Dieverbrug - Smilde - Kloosterveen - Assen (als deze niet door anderen wordt aangelegd.)

Van dit grootse plan zijn alleen de lijnen Erm - Ter Apel, Coevorden - Schoonoord en Assen - Schoonoord aangelegd. De lijnen Roden - Groningen en Meppel - Hijkersmilde (- Assen) zijn door de Nederlandsche Tramweg Maatschappij (NTM) aangelegd.
De tramdiensten werden vanaf 1931 aangevuld met autobusdiensten. Hiermee werd het vervoergebied in Drenthe ten oosten van de spoorlijn Assen – Hoogeveen gevormd. Door overname van de Dedemsvaartsche Stoomtramweg-Maatschappij (DSM) werd het EDS-net uitgebreid met het gebied in Overijssel ten noorden van de spoorlijn Zwolle – Coevorden. De DSM kende reeds vanaf 1924 diverse busdiensten.
Het personenvervoer werd, na een herleving in de oorlogsjaren, vanaf 1947 geheel door streekbussen verzorgd. De aandelen EDS waren inmiddels voor 75% in handen van de Nederlandse Spoorwegen. In 1948 begon de samenwerking met een andere NS-dochteronderneming, de Groninger Autobusdienst Onderneming (GADO), op de lijn Emmen – Borger – Groningen. Daarna volgde verdere afstemming op elkanders diensten.
De eerste samenwerking met de Drentsche Auto-Bus Onderneming (DABO), aanvankelijk een felle concurrent, vond plaats met de gezamenlijke exploitatie van de lijn Assen – Groningen vanaf 1952. In 1955 volgde een belangengemeenschap met de DABO, met een gezamenlijke bedrijfsvoering onder de naam DABO-EDS. Dit resulteerde per 6 juni 1963 in een volledige fusie tot de Drentse Vervoer Maatschappij, gevestigd te Meppel.
Al vanaf 1939 had de EDS een dochteronderneming Groningsch-Drentsch Snelvervoer (GDS) voor het lokale busvervoer tussen Groningen, Haren, Eelde-Paterswolde en De Punt. Deze werd in 1958 onder GADO-beheer gesteld.

## Museummaterieel

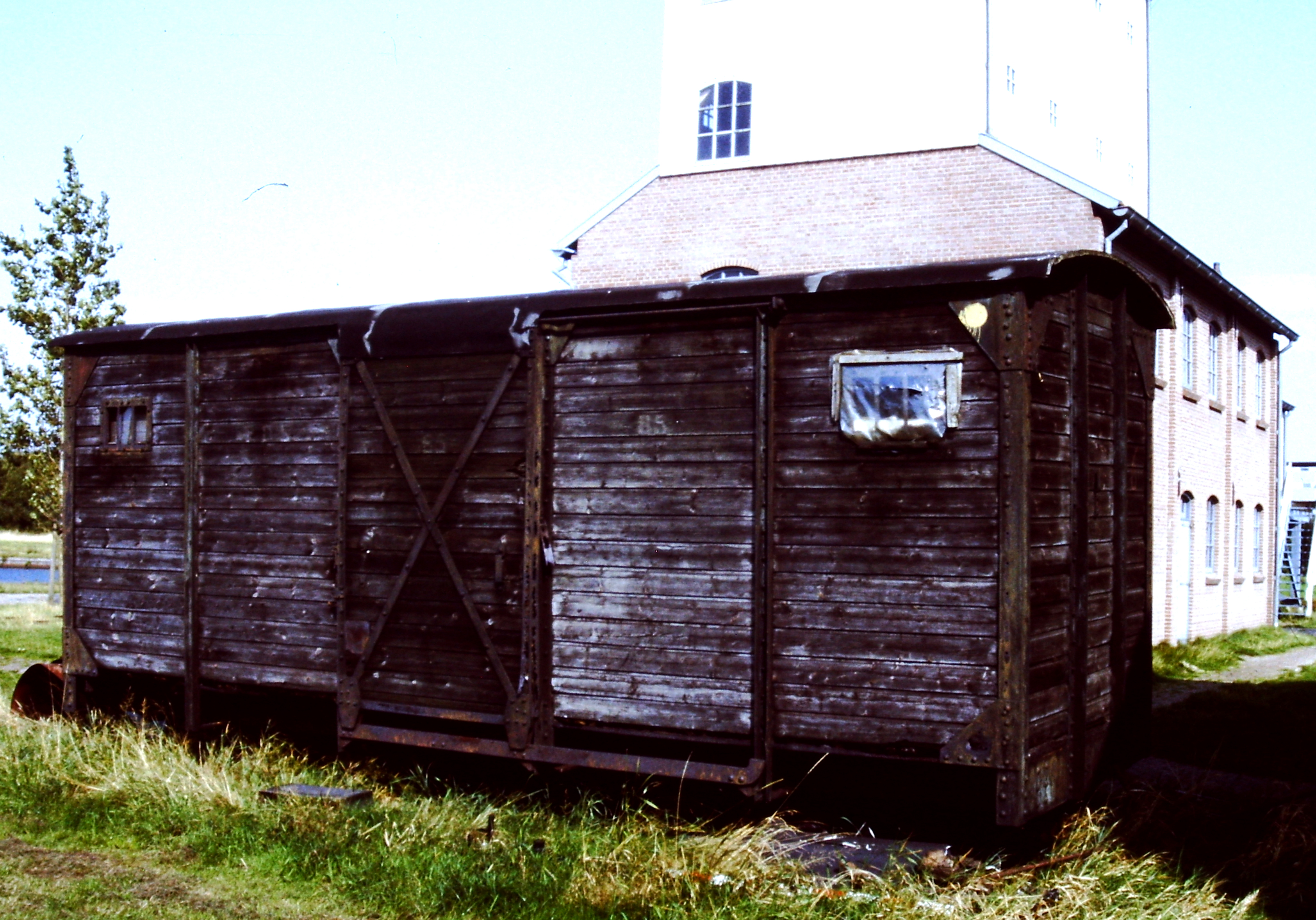
EDS-gesloten goederenwagen E85 als opslagruimte bij EDS te Barger-Compascuum.

- Gesloten goederenwagen E 85 (Noord Nederlandse Machinefabriek, 1930) is bedrijfsvaardig aanwezig bij de Museumstoomtram Hoorn-Medemblik.